# St. Matthias (Hohenbudberg)

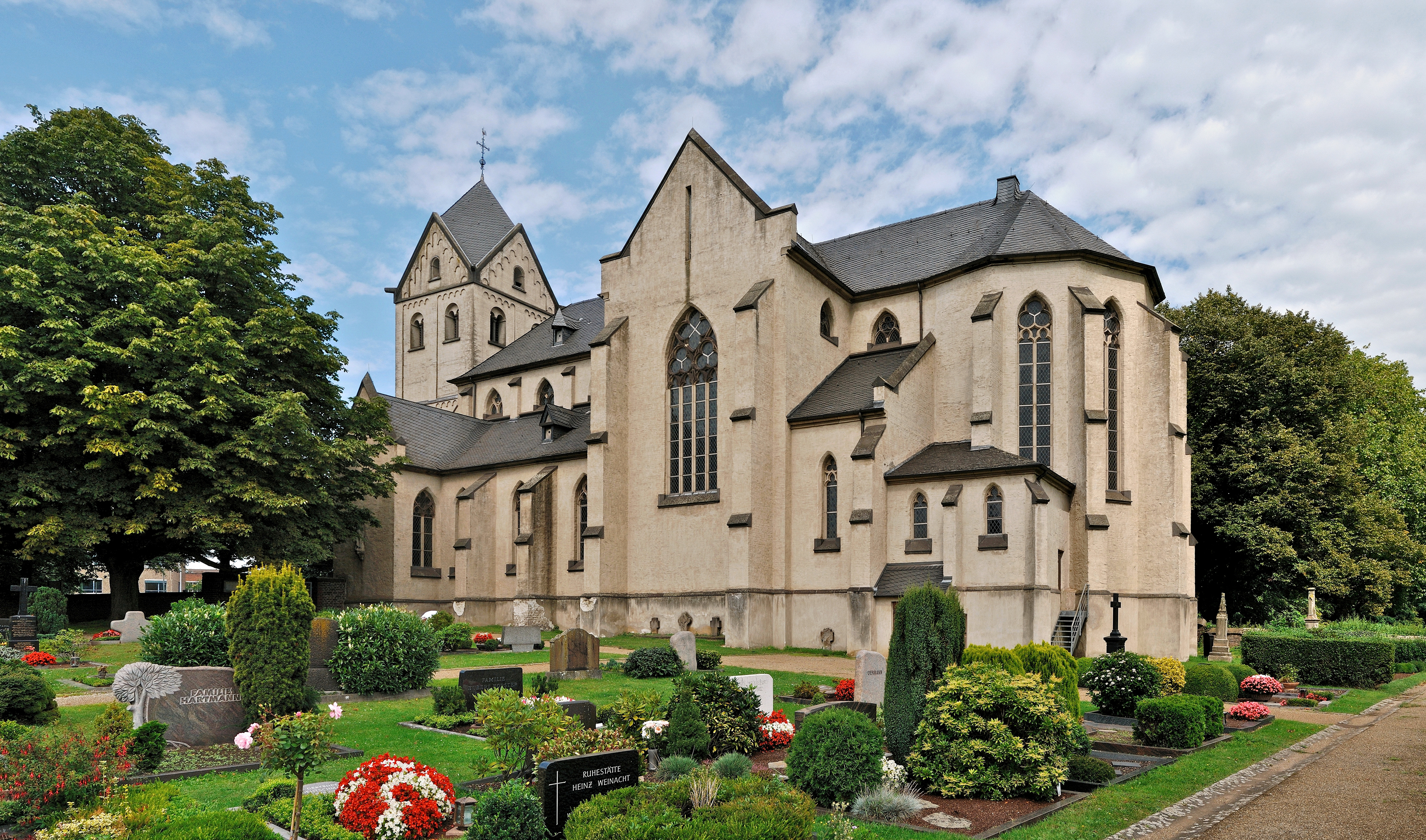
St. Matthias vom Friedhof aus gesehen, August 2011

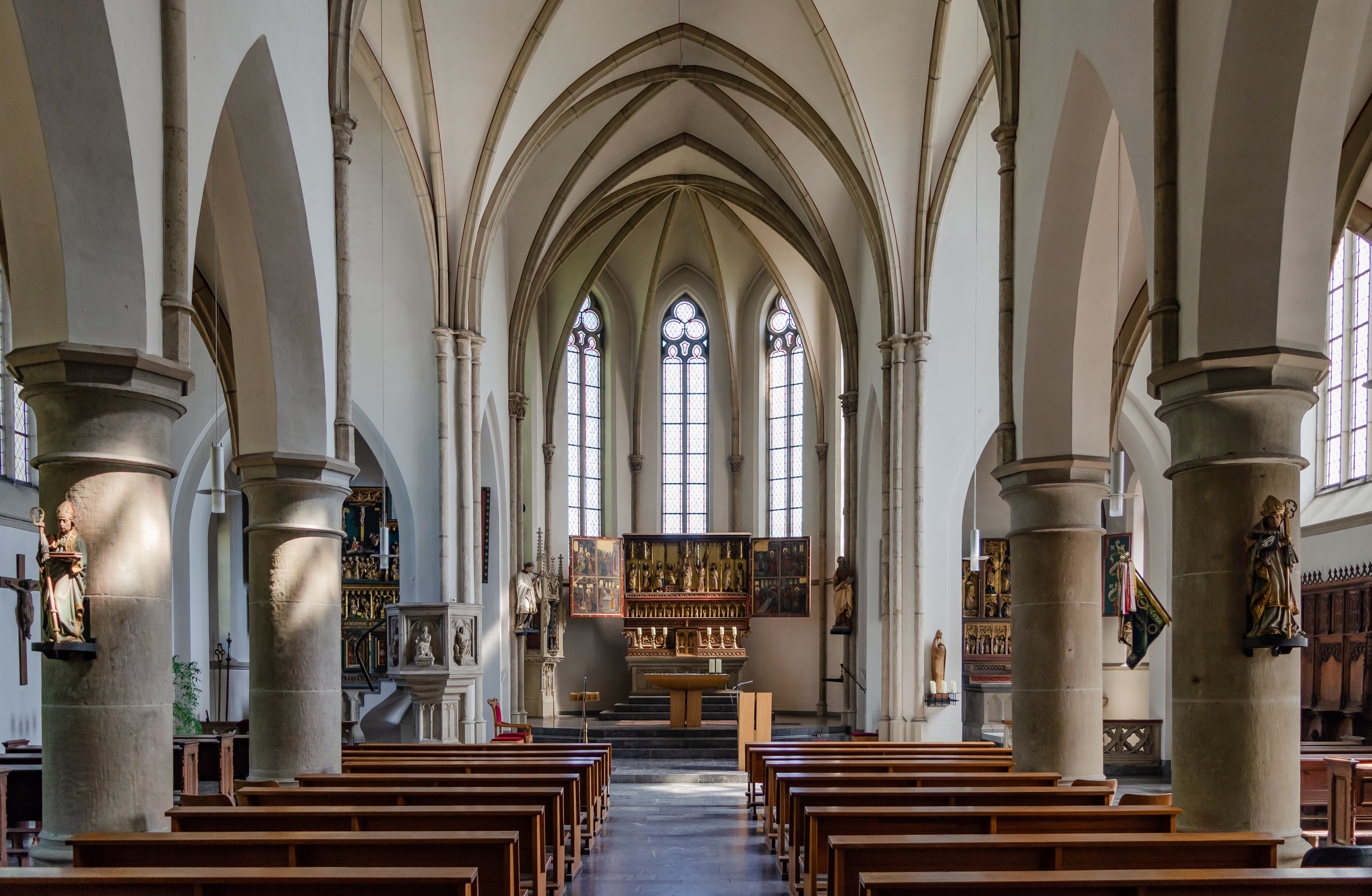
St. Matthias, Blick zum Chor, April 2020

Die römisch-katholische Kirche St. Matthias, im neugotischen Stil erbaut, steht in Hohenbudberg am Rhein, einem Stadtteil von Krefeld.
Sie wurde zum ersten Mal im Jahre 1150 in Form einer dreischiffigen Basilika mit einem dreigeschossigen Turm erwähnt. Das Patronatsrecht besaß die Abtei Werden. In den Jahren 1852–1854 wurde die Kirche nach Plänen von Vincenz Statz neu erbaut, wobei der romanische Turm aus dem 12. Jahrhundert erhalten blieb.
Der aufwändig geschnitzte Schrein des Hochaltars stammt aus dem dritten Viertel des 15. Jahrhunderts und gelangte 1854 aus der Stiftskirche in Lippstadt nach Hohenbudberg. Der Schrein des nördlichen Seitenaltars entstand zu Beginn des 16. Jahrhunderts und stammt ebenfalls aus Westfalen. Die Flügelbilder wurden 1855 von Andreas Müller angefertigt, der der Düsseldorfer Schule angehörte. Der Schnitzaltar des südlichen Seitenaltars von 1476 wurde zu großen Teilen erneuert und 1852 in Meinerzhagen erworben. Aus Westfalen stammt auch das etwa 1250 entstandene, spätromanische Kruzifix.
An die Kirche angrenzend findet man den dazugehörigen Friedhof mit Blick auf den Rhein.